# Prosélito
Prosélito, del griego koiné προσήλυτος, es un término usado en la Septuaginta con el significado de «extranjero», un recién llegado al Reino de Israel; un  «residente de la tierra», y en el Nuevo Testamento para un pagano converso al judaísmo. Es una traducción de la palabra hebrea גר / ger.

## Dos tipos de prosélito en el judaísmo
Se distinguen dos tipos de prosélito:
1. Ger tzedek (prosélito recto, prosélito de rectitud, prosélito religioso, prosélito devoto)
2. Ger toshav (prosélito residente, prosélito de la puerta, prosélito limitado, medio prosélito)

Un prosélito justo es un gentil convertido al judaísmo que respetaba todas las doctrinas y preceptos de la economía judía, y era considerado un miembro pleno de la comunidad. Era circuncidado y sumergido en el Mikve y participaba del sacrificio del Pésaj.
Un prosélito de la puerta era un residente extranjero que vivía en la Tierra de Israel y seguía alguna de las costumbres. No se les exigía la circuncisión ni cumplir con la totalidad de la Torá. Solo cumplir los llamados siete preceptos de Noah.

## Prosélitos en el cristianismo primitivo
Los «prosélitos religiosos» que se mencionan en escritos del cristianismo primitivo eran prosélitos rectos. Existió sin embargo un debate sobre si los llamados «temerosos de Dios» (Phobeomenoi) o «devotos» (Sebomenoi) - que habían sido bautizados pero no circuncidados  - pertenecían a la categoría recta o de la puerta.  Existen registros de una disputa sobre esta cuestión en el Concilio de Jerusalén.